# شافع (اسم)
شافع هو اسم علم مذكر من أصل عربي، ومعناه هو المعين المتشفع لغيره لا لنفسه العدد الزوجي؛ من الفعل شفع الشيءأي صيره شفعًا أي زوجًا وضده الوتر؛قال تع ال ﴿والشفع والوتر﴾ [ الفجر3]صاحب الشفعة.

## وصلات خارجية
- موسوعة السلطان قابوس لأسماء العرب نسخة محفوظة 5 أبريل 2019 على موقع واي باك مشين.